# سونگ جه هی
سونگ جه هی (کره‌ای: 송재희؛ زادهٔ ۱۱ دسامبر ۱۹۷۹) بازیگر اهل کره جنوبی است. او در مجموعه‌های تلویزیونی از جمله افسانه خورشید و ماه، شاهزاده زیرشیروانی و هور جون، داستان اصلی ایفای نقش کرده است.

## زندگی شخصی
در اوت ۲۰۲۲، سونگ اعلام کرد که همسرش، فرزند اولشان را باردار است. همسرش در ۲۰ ژانویه ۲۰۲۳ یک دختر به دنیا آورد.